# 東エクアトリア州
東エクアトリア州（ひがしエクアトリアしゅう、英語: Eastern Equatoria）は、南スーダンの州。州都はトリット。面積82,542 km2、人口906,126人（2008年）。

## 地理
西エクアトリア州、中央エクアトリア州とともにエクアトリア地方を構成する。
南スーダンの南東端に位置し、南をウガンダと、南東をケニアと、東をエチオピアと接する。北はジョングレイ州と、西は中央エクアトリア州と接する。
州東部にはケニア及びエチオピアとの係争地であるイレミ・トライアングルがある。
ブディ郡はディディンガ丘陵を擁す。

## 産業
東エクアトリア州の産業は農業及び牛、山羊、羊の牧畜であり、どちらも自給的な小規模なものである。ブディ郡のディディンガ丘陵は肥沃な土地に恵まれており、タバコやトウモロコシ、ジャガイモ、小麦などが栽培されている。

## 行政区分

東エクアトリア州の行政区分

東エクアトリア州は8つの郡に分かれている。
1. トリット郡（英語版）
2. ラフォン郡（英語版）
3. マグウィ郡（英語版）
4. イコトス郡（英語版）
5. ブディ郡（英語版）
6. 北カポエタ郡（英語版）
7. 南カポエタ郡（英語版）
8. 東カポエタ郡（英語版）

### 主要都市
- トリット（英語版）：州都
- マグウィ（英語版）
- ニムレ（英語版）・・・国境の町
- Chukudum
- Riwoto
- カポエタ（英語版）
- Narus

## 住民

### 民族
東部（北カポエタ郡、南カポエタ郡、東カポエタ郡）にはen:Toposa people、en:Jie people、Nyangathom。ブディ郡にはen:Didinga people、en:Dodoth people、en:Boya people。西部（トリット郡、ラフォン郡、イコトス郡）にはOtuho、en:Lopit people、en:Lango people (South Sudan)、en:Pari people、en:Tennet people、en:Lokoya people。マグウィ郡にはアチョリ、en:Madi people、Iyire、Ofiriha。